# 推定少女
推定少女（すいていしょうじょ）は、秋元康がプロデュースした、二人の女子中学生（デビュー当時）で構成されるユニット。メンバーは、RinoとLissa。活動当時の所属事務所はパーフィットプロダクション。

## 略歴
「大人達が定義する「少女」とは一線を画し、自分たちが生きたいように生きる。新世代のTeenager。」という挑発的なキャッチコピーを掲げてデビューした。キャッチコピーでは、二人を「おそらく 少女なのだろう」とし「彼女たちを理解できない大人達はこう呼ぶ。推定少女。」とユニット名の由来が説明されている。
2001年8月、テレビアニメ『ONE PIECE』（ワンピース）のエンディングテーマ『しょうちのすけ』でEPIC RECORDS JAPANよりデビュー。デビュー当時、中学生ながら露出度の高い独特のファッションで、特に超ミニスカ制服などで話題となる。2006年3月31日解散。その後Rinoは、Re:NOとしてソロで活動を開始した。

## メンバー
Rino（リノ、1987年4月9日 - ）
東京都出身。本名：二階堂梨乃。2006年7月12日芸能活動を休止。2007年1月、Re:NO として活動再開。
2012年8月に「Aldious」の2代目ボーカリストとして加入（2018年12月脱退）。2022年5月、Re:NO名義で音楽活動を再開。
Lissa（リサ、1987年9月8日 - ）
兵庫県出身。本名：安部莉沙。母親は元タレントのシェリー。解散後、芸能活動を休止。
結婚し、1児の母。オーストラリア在住。

## 作品

### シングル
1. しょうちのすけ （2001年8月22日） - デビューシングル
フジテレビ系アニメ『ONE PIECE』エンディングテーマ
カップリング曲の「はじめてのブラジャー」は、下着メーカーワコールのブラのイメージ・ソング[4]。
2. 席替え （2002年7月24日）
3. 聖母主義 （2002年12月4日） - 「マドンナプレイ」と読む。
TBS系『体育王国』内CGアニメ『ゴールドマッスル』オープニングテーマ。同アニメEDテーマ『怒られない』も同時収録。
4. 鍵が開かない （2003年1月22日）
劇場版『呪怨』エンディングテーマ
5. 情報/ワレモノ （2003年5月21日）
『情報』テレビ東京系アニメ『E'S OTHERWISE』 オープニングテーマ
6. 失恋ソング/間違い （2003年8月27日）
『間違い』劇場版『呪怨2』エンディングテーマ
7. 振動 （DVD） （2004年11月17日）
8. チョコレート （DVD） （2004年12月22日）
9. チューイングガール （DVD） （2005年1月19日）

### アルバム
1. 16 - sixteen -（2003年10月1日）
2. 17's Heaven（2005年4月20日）

### 映像作品
1. 17's Heaven（2005年4月20日） - DVD

## 出演

### レギュラー
- 推定学園26時（2003年4月3日 - 9月25日、テレビ東京 毎週木曜日26時 -26時15分放送）

### ゲスト出演
- HEY!HEY!HEY! MUSIC CHAMP
- うたばん
- ディスカバ!99

## 書籍

### 写真集
- レアモノ（2004年4月、ソニー・マガジンズ） - 細野晋司撮影